# Szalma István
Szalma István (Budapest, 1886. – Kaposvár, 1919. szeptember 17.) magyar nyomdász.

## Élete

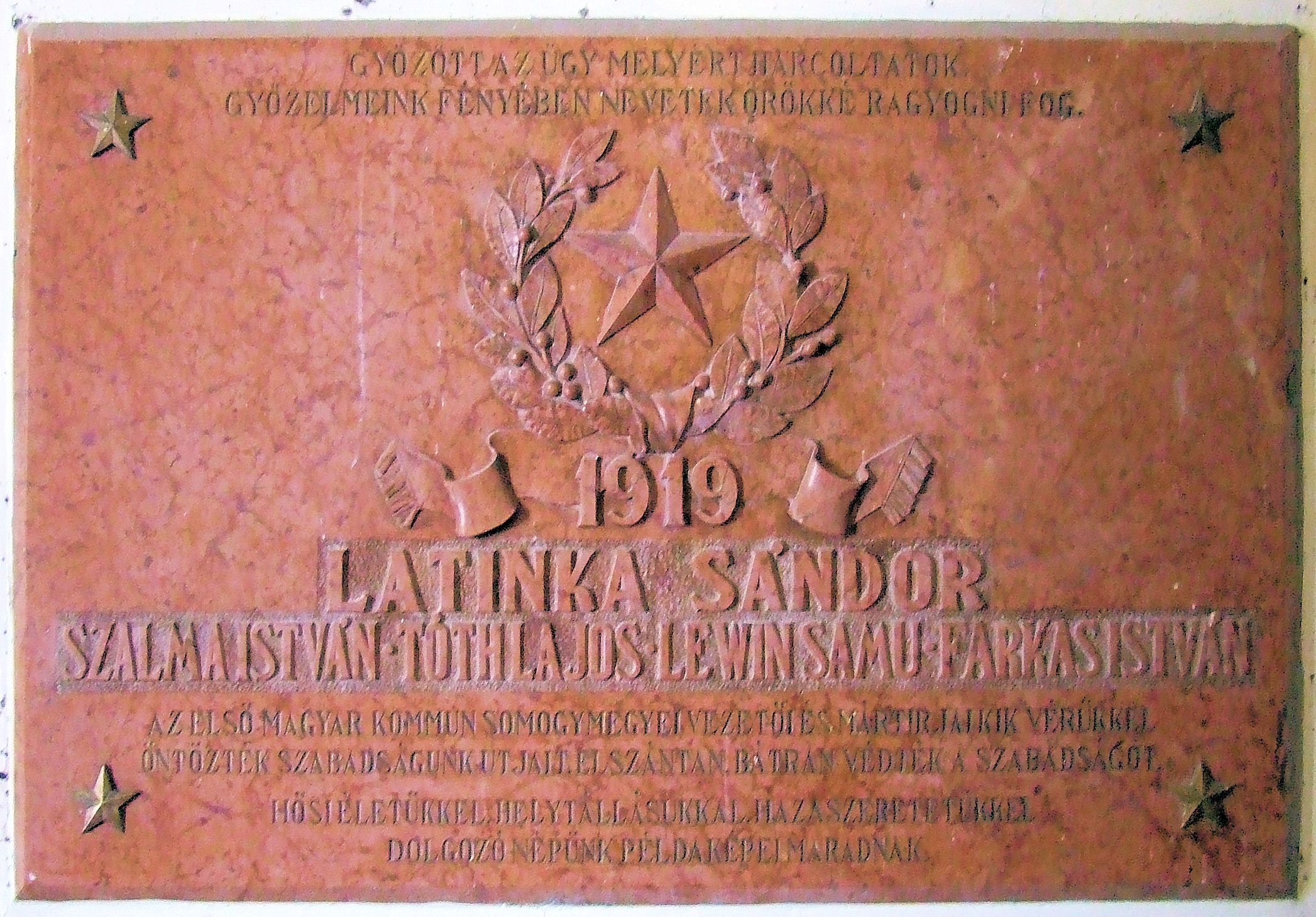
Emléktáblája a kaposvári Rippl-Rónai Múzeum előcsarnokában

Kezdetben Budapesten, Máramarosszigeten és Kaposváron volt nyomdász. A Magyarországi Tanácsköztársaságot megelőzően Kaposváron a munkástanács intéző bizottságának elnöke volt, s már 1919 februárjában követelte a szocialista típusú közigazgatást. A kommün idején Somogy vármegye tanácsa direktóriumának alelnöke volt. A proletárdiktatúra bukása után Latinka Sándorral, Lewin Samuval, Farkas Istvánnal és Tóth Lajossal Prónay Pál katonái elhurcolták, s Kaposvár táján, a nádasdi erdőben meggyilkolták. Előbb szemét szúrták ki, majd megásatták vele sírját és belelőtték. Haláláról Baranyi Ferenc írt verset:
Csak ásd, csak ásd a sírodat -

néhány perc múlva belefordulsz, 

s minden, mi voltál: szőrzet, csont, hús

- mint tőled szabadult anyag -

betársul engedelmesen

a nagy körforgás kényszerébe.

Nyugalmad nem lesz odalenn,

csak itt, amíg ásol. Csak élve.